# Jaroslav Martinů
Jaroslav Martinů (* 18. dubna 1959 Polička) je český politik. V letech 2010–2013 a 2017–2021 byl poslancem Poslanecké sněmovny PČR. V letech 2004–2008 a 2012–2018 byl zastupitelem Pardubického kraje. Od roku 2006 je starostou města Poličky za ODS.
Není příbuzný hudebního skladatele Bohuslava Martinů, který také pocházel z Poličky.

## Životopis

### Politika
V krajských volbách v roce 2016 obhájil za ODS post zastupitele Pardubického kraje. Na kandidátce byl původně na 6. místě, ale vlivem preferenčních hlasů skončil první. Nicméně v srpnu 2018 na mandát rezignoval. Ve volbách v roce 2020 opět za ODS kandidoval, ale post krajského zastupitele tentokrát nezískal.
Ve volbách do Poslanecké sněmovny PČR v roce 2017 byl zvolen poslancem za ODS v Pardubickém kraji. Původně figuroval na 6. místě kandidátky, ale získal 1 776 preferenčních hlasů a skončil nakonec první (předskočil tak i lídra Simeona Karamazova). V komunálních volbách v roce 2018 obhájil mandát zastupitele města Polička, když vedl tamní kandidátku ODS.
Ve volbách do Poslanecké sněmovny PČR v roce 2021 kandidoval z pozice člena ODS na 8. místě kandidátky koalice SPOLU (tj. ODS, KDU-ČSL a TOP 09) v Pardubickém kraji. Získal sice 4 087 preferenčních hlasů, na obhajobu mandátu to však nestačilo.